# Store Klovningen
Store Klovningen est une île norvégienne du comté de Hordaland appartenant administrativement à Bømlo.

## Description
Rocheuse et désertique, elle s'étend sur environ 310 m de longueur pour une largeur approximative de 179 m. 